# Nils-Erik Borglin
Nils-Erik Borglin, folkbokförd Nils Erik Borglin, född 8 november 1920 i Vellinge församling, Malmöhus län, död 18 april 1996 i Spanien, var en svensk läkare.
Nils-Erik Borglin var son till provinsialläkaren Nils Albert Borglin och Anna Berglund. Efter studentexamen i Malmö 1940 gick han i sin fars fotspår och studerade medicin. Han blev medicine kandidat vid Lunds universitet 1942, medicine licentiat 1948 och medicine doktor 1948. Han var docent i farmakologi vid Lunds universitet 1948–1950 samt i obstetrik och gynekologi från 1957.
Han hade olika amanuens- och assistentförordnanden 1941–1948, var biträdande läkare i medicinsk kemi vid Lunds universitet 1946–1947, förste assistent vid farmakologiska institutionen 1947–1948, underläkare vid Kvinnokliniken (KK) på Malmö allmänna sjukhus 1953–1956 samt förste underläkare och biträdande överläkare där från 1958. Han författade skrifter i medicinsk kemi, farmakologi, obstetrik och gynekologi. På 1980-talet bosatte han sig i Spanien.
Han var 1945–1968 gift med Brita Olsson (född 1923), dotter till lantbrukaren Mauritz Olsson och Alma Lundberg. Åren 1970–1979 var han gift med skådespelaren Mimmo Wåhlander (1936–1992) och från 1979 med Gunn Hansen (1937–2004).
Nils-Erik Borglin är gravsatt i minneslunden på Östra kyrkogården i Malmö.